# Bouclier (arme)
Pour les articles homonymes, voir Bouclier.

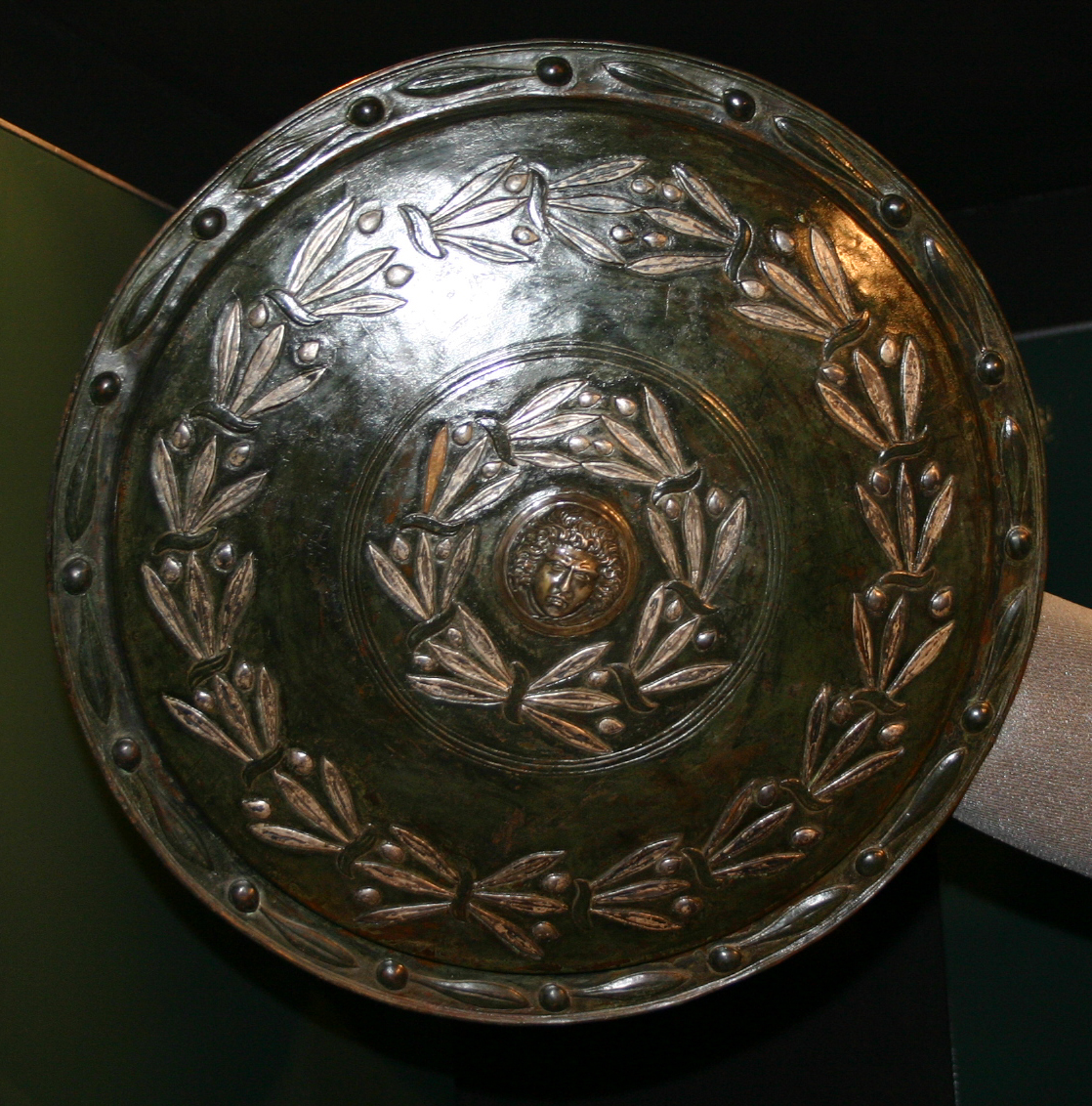
Reproduction d'un bouclier de gladiateur.

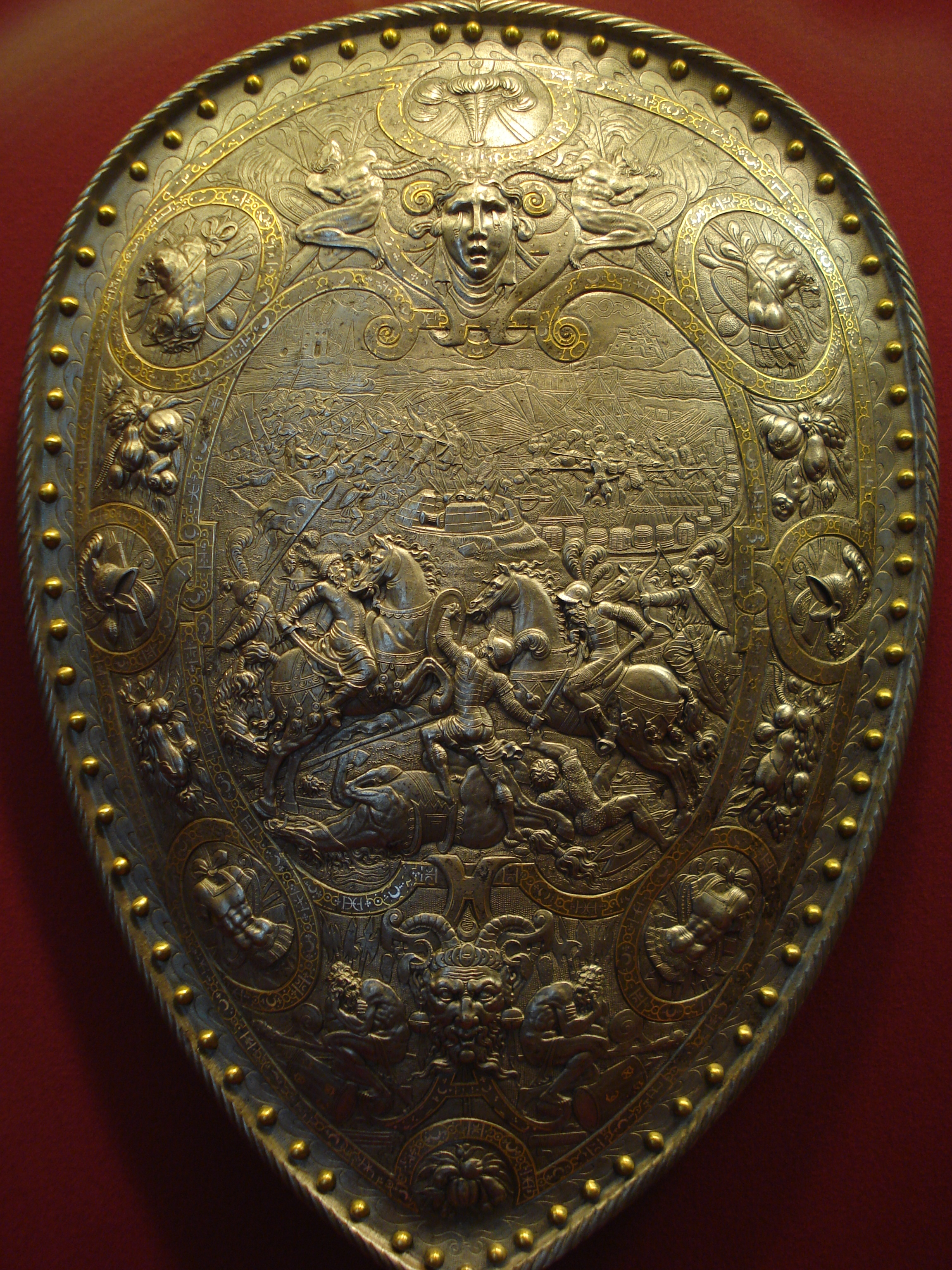
Le bouclier de Henri II de France.

Le bouclier est l'arme défensive la plus ancienne et destinée à parer une attaque. Il est connu au moins depuis l'époque sumérienne (IIIe millénaire av. J.-C., en Mésopotamie) et sera utilisé en occident jusqu'au XVIIe siècle, quand les armes à feu individuelles se généraliseront, rendant celui-ci obsolète.
Il connaît de grandes modifications tant dans les matériaux utilisés que dans sa forme, que ce soit à travers les âges ou suivant les régions géographiques, s'adaptant aux avancées techniques ou tactiques afin d'assurer une protection optimale au combattant. Chaque fois qu'une nouvelle arme au potentiel létal plus important était introduite, le bouclier voyait son épaisseur ou la qualité de ses matériaux accrue, jusqu'à ce que la poudre à canon, lançant des projectiles au pouvoir perforant au-delà du supportable et à grande distance, ne rende son port inutile sur un champ de bataille. À noter cependant que dans de nombreuses régions du globe (Océanie, Afrique, etc.), des boucliers étaient encore utilisés au début du XXe siècle.
Depuis le XXe siècle, le bouclier retrouve une utilisation au sein de nombreuses forces de police dans la lutte anti-émeute où il sert de protection contre les jets, mais aussi comme appui afin de repousser les manifestants (porté habituellement par les seuls policiers en première ligne). Il est réalisé en matière synthétique en général transparente afin de permettre la vision tout en se protégeant. Le bouclier est également employé de façon plus confidentielle par des unités d'intervention spécialisées. On les nomme alors boucliers tactiques. Ils permettent d'arrêter des munitions d'arme de poing ou d'arme de chasse et sont utilisés dans des circonstances très spécifiques, notamment lors d'assaut en intérieur avec peu de couvertures disponibles. Un homme passe généralement en premier en position basse avec le bouclier et une arme de poing, suivi à la file par d'autres personnels en position haute, plus mobiles et mieux armées. Le bouclier tactique est en conséquence une arme rare.

## Variété et évolution des matériaux

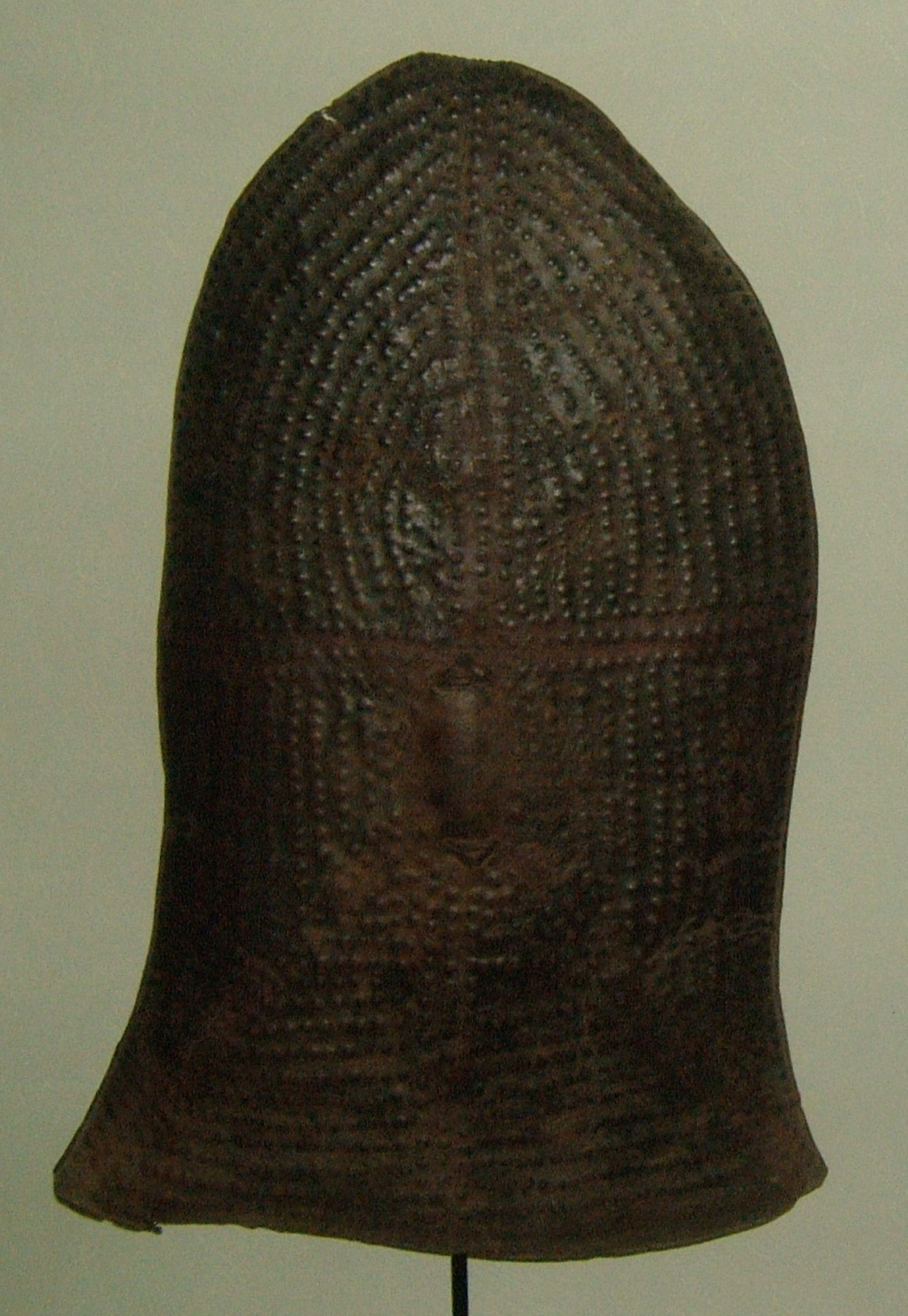
Bouclier Glagwa du Cameroun en cuir repoussé (martelé).

Tout objet permettant d'opposer à l'adversaire une surface derrière laquelle on se protège est appelé un bouclier et celui-ci était parfois de « fortune », assurant une protection minimale pour un coût minimal. Ainsi, les milices helvètes disposaient dans un premier temps et à cette fin de simples bottes de paille attachées par de la corde. 
Cependant le bois, servant d'armature, reste tout au long de l'Histoire un standard pour la confection du bouclier.

Pouvant être réalisé de différentes manières suivant la classe de protection du combattant, d'un simple tressage d'osier, léger mais résistant à la perforation pour le peltè thrace ou de nombreux modèles africains, à une structure épaisse de pièces formées et jointes pour l'aspis koilè du hoplite, il peut être fait d'une unique pièce de bois sculptée comme en Océanie. 
Dans l'équipement des armées organisées, il est recouvert, au moins sur sa face externe, d'un second matériau qui lui confère une meilleure résistance à la pénétration et lui permet de garder son intégrité lors des coups :
- Cuir : L'un des plus anciens matériaux utilisés pour cette arme, il est attesté dès l'époque sumérienne. Cette matière, quand elle est tendue sur son support et séchée, éventuellement bouillie au préalable, acquiert une très bonne résistance à la pénétration des flèches, voire des lances. Plusieurs couches sont en général superposées afin d'assurer une meilleure défense, un « blindage » feuilleté étant plus efficace qu'une couche épaisse et unie d'une même matière.
- Lin : Matériau de substitution au cuir, il offre également une très bonne résistance après avoir macéré dans une décoction de vinaigre et de sel et est déjà utilisé dans la Grèce antique.
- Cuivre : Utilisé par les Sumériens, il est apposé sur la face externe en disques espacés destinés au renforcement du bouclier. Son désavantage tient de la malléabilité du métal.

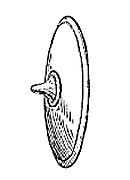
Dessin d'un bouclier du monde antique méditerranéen comportant un umbo (éminence centrale).

- Bronze : Excellente alternative au cuivre, plus résistant, il offre une meilleure protection et se généralise à tout l'armement, particulièrement chez les Grecs qui en font un large usage dans tout leur équipement, même après l'avènement du fer. Recouvrant toute la face externe du bouclier, il est alors plutôt réservé, surtout quand celui-ci est de grande taille, aux combattants lourdement armés comme les hoplites.
- Fer : L'intégration de ce métal au sein de l'armement permet un gain de poids notable tout en assurant un niveau identique de protection. Son utilisation se développe dans le bassin méditerranéen durant le IVe siècle av. J.-C. avec l'armée macédonienne pour se généraliser avec les légions romaines aux IIIe siècle et IIe siècle av. J.-C. Il est employé dans ce cas comme un panneau formé, recouvrant toute la face avant du bouclier, mais peut aussi servir en tant qu'éléments (clous, chevilles, etc.) destinés à renforcer un modèle réalisé de plusieurs pièces de bois (Celtes, Vikings). Par la suite, l'emploi de ce matériau, seul capable d'arrêter les projectiles des premières armes à feu légères, sera une constante au sein des armées organisées.
- Vannerie : En Afrique, on utilise plusieurs épaisseurs de fibres tressées pour constituer des boucliers comme les Nguba du Congo.

Époque moderne :
- Acier : Plus résistant et moins malléable que le fer, il fait son apparition avec le retour sur scène du bouclier dans le cadre de la lutte anti-émeutes. Composé d'une fine plaque, il allie légèreté et solidité contre les jets de pierres ou bouteilles et peut accessoirement servir à maintenir un émeutier au sol.
- Matière plastique : Grâce aux développements industriels et technologiques de la seconde moitié du XXe siècle, ce matériau a avantageusement remplacé la tôle d'acier utilisée précédemment par les forces de maintien de l'ordre. N'étant plus destiné à parer les coups de taille d'une épée ou les traits perforants des flèches ou lances, le bouclier peut à présent profiter de ce matériau transparent et économique, ayant le pouvoir d'absorber des chocs par déformation tout en reprenant sa forme initiale, capacité que les métaux utilisés jusque-là ne possédaient pas.

## Variété des formes

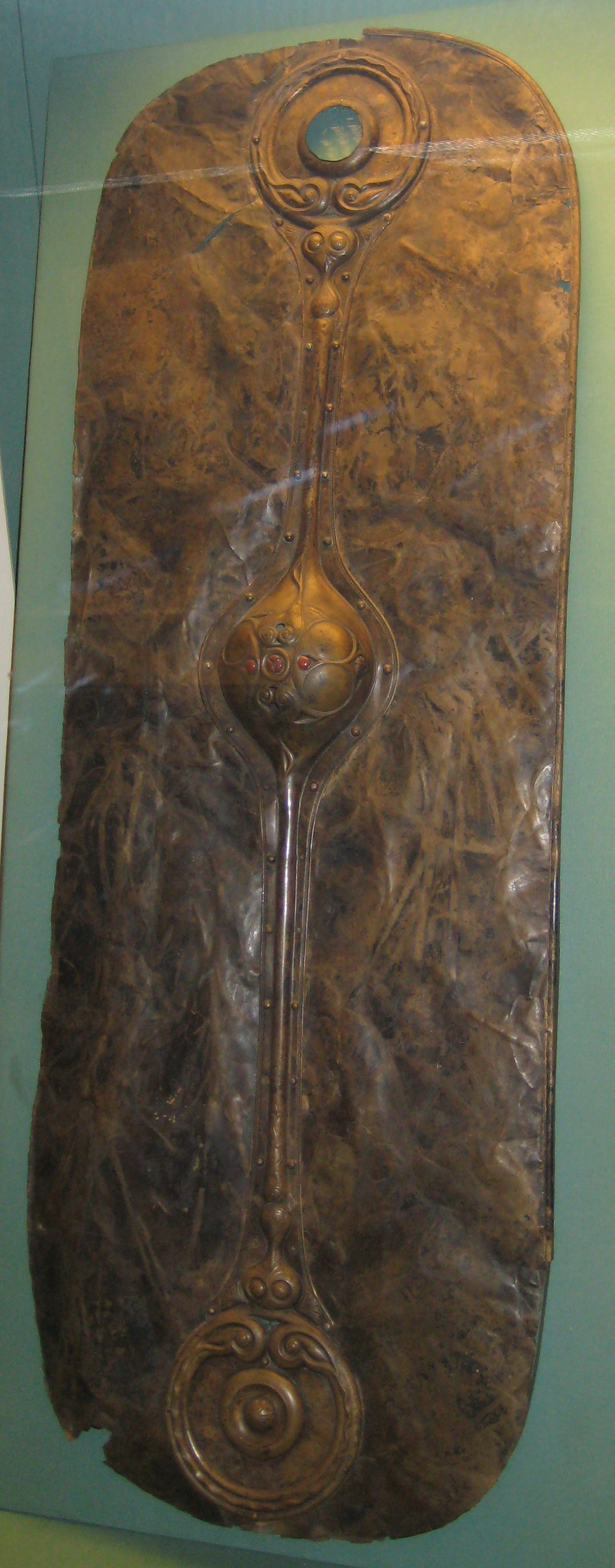
Le est à l'origine un bouclier celte avec un support en bois recouvert d'une plaque de tôle en bronze et d'un umbo riveté.

Le dessin des boucliers à travers les Âges connaît d'innombrables variations pour s'adapter aux diverses formes de combats pratiqués ainsi qu'aux techniques de fabrication. Il s'en dégage cependant une constante, puisqu'il est presque toujours bombé, permettant aux traits de ricocher plus facilement sur sa surface sans pénétrer et donnant aussi l'avantage d'être plus enveloppant pour le combattant, lui assurant une meilleure protection des flancs.
Les premiers modèles que l'on peut observer, sumériens, sont rectangulaires et de taille considérable, presque aussi hauts qu'un homme. Ces caractéristiques, avec peu de variations, se retrouvent à l'époque mycénienne (2e moitié du IIe millénaire av. J.-C.) dans l'aspis en forme de tour, dans certains boucliers de la Rome antique (plus petits et davantage incurvés) et jusqu'au Moyen Âge avec les pavois. Cette arme défensive peut aussi être lobée (aspis en forme de 8 des Minoens) ou échancrée sur ses côtés ce qui laisse un passage à la lance entre les boucliers de la ligne de front des combattants lors de l'assaut tout en permettant de maintenir les rangs serrés. Inversement, s'adaptant à un autre type de combat, on rencontre plus tardivement la forme ovale chez les légionnaires ou au Moyen Âge, ainsi que chez les Zoulous avec l'isiHlangu.
Une forme très commune dans de nombreuses civilisations (Amérindiens, bassin méditerranéen, Éthiopie, Moyen-Orient, Tibet, Vikings, etc.) est le bouclier rond, présentant l'avantage de ne comporter aucune excroissance sur ses bords ce qui permet des mouvements aisés dans un corps à corps. Afin d'assurer une meilleure protection de sa partie la plus vulnérable et de la main, il est souvent renforcé par une pièce métallique supplémentaire en son centre (comme d'autres modèles), généralement en forme de bulbe, pièce qui peut aussi avoir une fonction spirituelle, comme en Grèce antique, afin de rejeter le mauvais sort sur l'ennemi et servir à l'offensive en tant que poing pour frapper l'adversaire. Certains boucliers ronds de fort petite taille apparurent au Moyen Âge (moins de 50 cm de diamètre, parfois 25 cm) et se tenaient avec une poignée centrale. Il accompagnaient - surtout en duel - une épée : on les appelait des "targes à parer" et ils servaient à dévier les coups plus qu'à les arrêter ; si ces boucliers étaient de forme circulaire, on les appelait des bocles. 
Parmi les boucliers aux formes particulières, on peut citer le bouclier normand en fer du XIe siècle en forme de goutte d'eau inversée et très allongée ou encore, pour des armées de type tribal, ceux tressés d'Afrique (République démocratique du Congo, Ouganda, etc.) de types fuselés, aux côtés plus ou moins arrondis. De même, au Cameroun on rencontre le Glagwa des peuples Wandala en forme de cloche. Enfin, pour leur originalité, il reste à mentionner ceux des Philippines réalisés dans un morceau unique de bois sculpté présentant de longues branches sur le haut et le bas, ceux de Nouvelle-Guinée dans le même matériau mais sans forme bien définie ou encore ceux du Soudan faits d'une armature de bois conique vers le haut et le bas et recouverte d'une peau cousue.

## Moyens de préhension

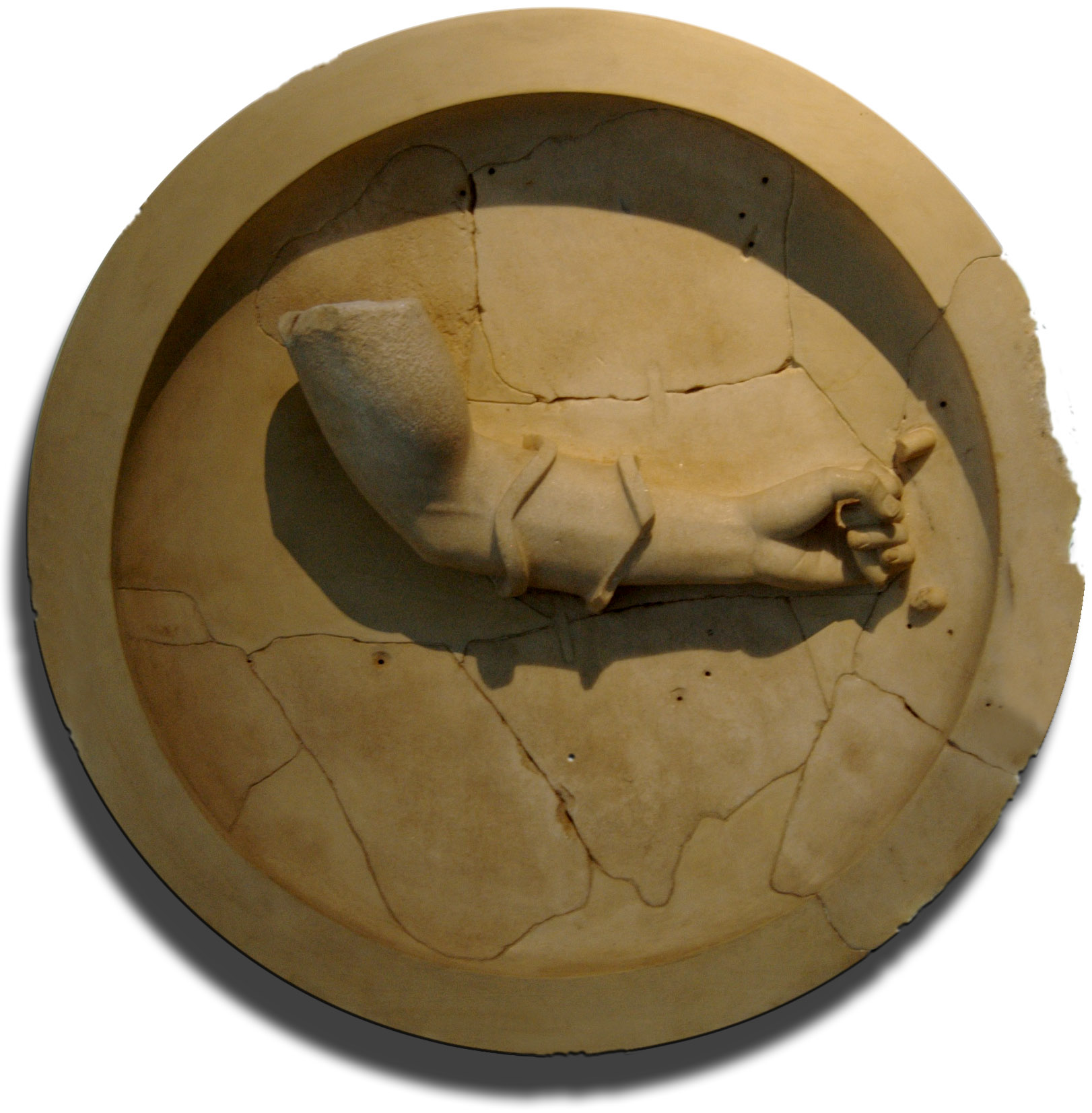
Bras et bouclier du guerrier W-X (Troyen) du fronton ouest du temple d'Aphaia, v. 505-500 av. J.-C.

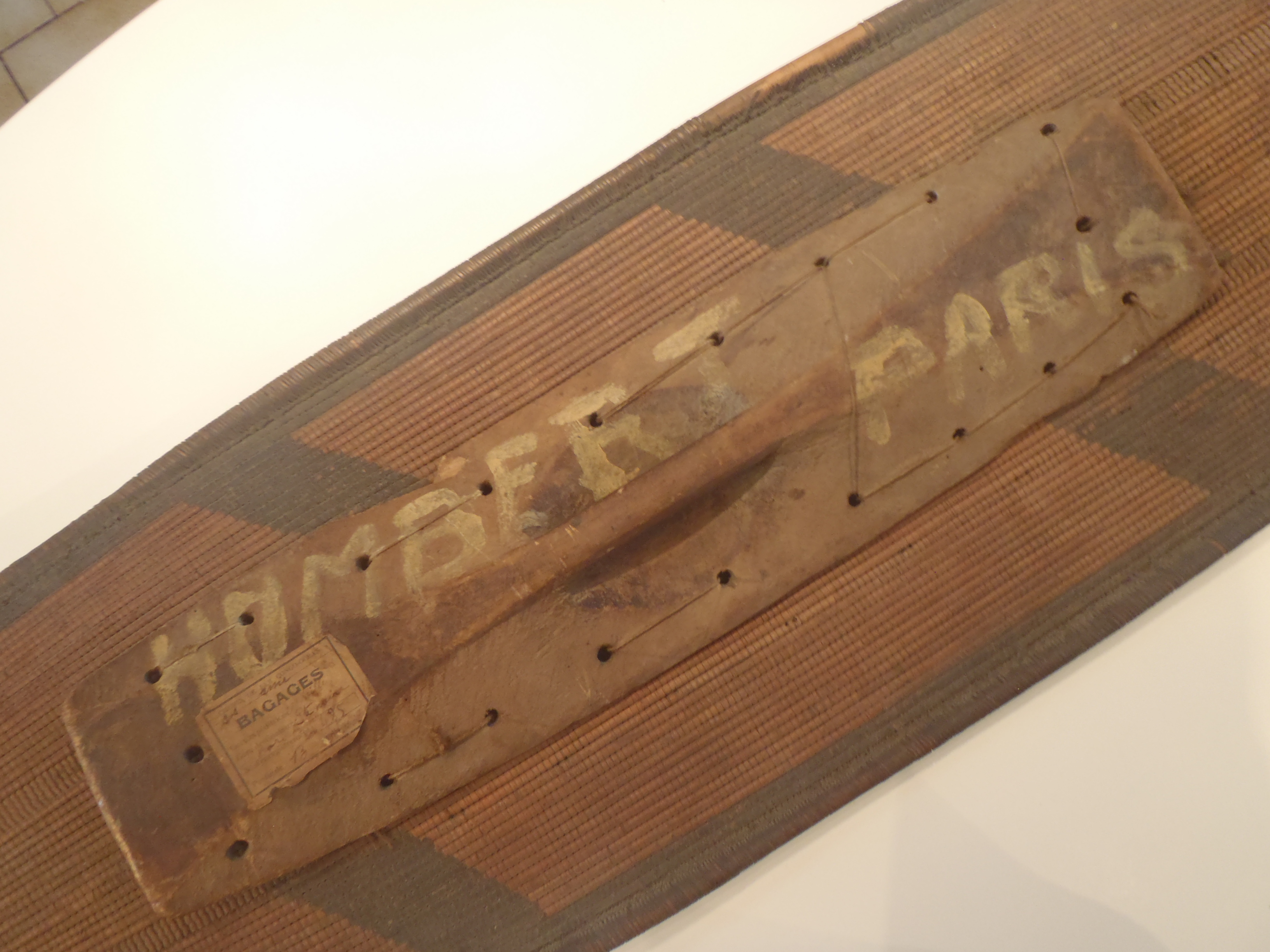
Poignée de bouclier (Congo) (vers 1930). Collection Philippe Pellering.

Utilisé depuis les Sumériens, le télamon (terme grec), est une lanière de cuir qui maintient le bouclier accroché en travers de l'épaule. Rejeté sur le dos  lors des déplacements ou en cas de fuite, il est ramené vers l'avant au moment de l'assaut, laissant les deux mains libres pour saisir une lance. C'est ce système de fixation que reprendra l'armée macédonienne afin que ses fantassins puissent manier les longues sarisses au sein de la phalange. Le télamon a aussi l'avantage, durant la fuite, de placer le bouclier sur le dos qu'il protège ainsi que de le maintenir fixé pour éviter de le perdre, en considération du prix élevé de cet équipement. On retrouve un système de fixation similaire pour l'écu des chevaliers du Moyen Âge, permettant d'une main la conduite de la monture et de l'autre le maniement d'une arme.
C'est vers le tournant du VIIIe siècle ou durant la première moitié du VIIe siècle av. J.-C. que les Grecs inventent un système révolutionnaire de préhension du bouclier qui est encore utilisé de nos jours par les forces de l'ordre. Soutenu par l'ensemble de l'avant-bras, le bouclier gagne une fermeté de maintien et une liberté de mouvements  inconnus jusqu'alors dans les corps à corps. Dans ce dispositif, apparu avec l'aspis koilè, la face interne accueille en son centre un brassard métallique (porpax) façonné anatomiquement pour supporter l'avant bras ainsi qu'une poignée (antilabè) de cuir ou de corde (antilabè) plus près de son bord ; grâce à ce dispositif, le soldat peut tourner facilement le bouclier dans toutes les directions.
Un autre système très largement répandu, que ce soit chez les Celtes au début de l'ère chrétienne ou jusque récemment en Afrique par exemple, est celui d'une simple poignée au centre du bouclier, saisie par la main. Elle permet de maintenir celui-ci plus en avant mais est peu adaptée pour bousculer un adversaire durant un corps à corps. Tenu à bout de bras, l'arme se doit d'être ainsi assez légère, nécessitant un compromis entre dimension et qualité des matériaux.
Le système celte/germanique avec la poignée incluse dans le même plan que le bouclier lui-même (qui est donc plus équilibré, avec un umbo – ou ombon – central) permet de se servir de ce dernier comme arme offensive. Lorsque la lame de l'adversaire rentre dans le bouclier, une simple rotation de la main suffit à désarmer l'adversaire.

## Décoration
Au Moyen Âge, depuis la naissance des armoiries au XIIe siècle, les boucliers, appelés écus, portaient les armoiries du seigneur à qui les chevaliers appartenaient. Les peuples d'Indonésie notamment avaient coutume de décorer leurs boucliers avec des pigments, des sculptures du bois, des cheveux de leurs victimes, des clous de fer ou de laiton.